# Nick Griffin
Nicholas John Griffin (Londra, 1º marzo 1959) è un politico britannico.
È noto per essere stato presidente del Partito Nazionale Britannico (British National Party), con il quale è stato eletto europarlamentare nel giugno 2009.

## Biografia
La militanza di Griffin negli ambienti dell'estrema destra inglese comincia molto presto, poiché già a 15 anni frequenta abitualmente le riunioni del Fronte Nazionale Britannico. Qualche anno più tardi, mentre frequenta l'Università di Cambridge, Griffin fonda il "Young National Front Students" ("Fronte Nazionale Studentesco"). Continua poi la sua carriera politica sempre nelle file del Fronte Nazionale.
Durante gli anni ottanta matura l'amicizia con Roberto Fiore di Terza Posizione, poi fondatore di Forza Nuova, dalla quale nascerà il partito "Terza Posizione Internazionale". Griffin lascia definitivamente il Fronte Nazionale nel 1989 e, sebbene frequentasse già gli ambienti del BNP nel 1992 (quando ancora era leader di ITP), ne diventa ufficialmente membro solo nel 1995; viene eletto presidente nel 1999. Sotto la sua guida il BNP abbandona almeno ufficialmente l'antisemitismo per l'islamofobia.
Risale al 1990 un incidente - i cui tratti non sono ancora stati del tutto chiariti - nel quale Griffin perde l'occhio sinistro, sostituito da allora con un occhio di vetro. Secondo la versione ufficiale, una cartuccia di fucile da caccia, ancora piena di polvere da sparo, gli cadde su della legna accesa e gli esplose vicino alla faccia.
Nel 1998 è stato condannato, con Paul Ballard, per incitamento all'odio razziale. Con le elezioni europee del giugno 2009, viene eletto rappresentate dell'Inghilterra nord-occidentale. Si è ricandidato alle elezioni europee  del 2014 ma non è stato eletto.
Nel luglio 2014 ha ceduto la leadership del partito ad Adam Walker. Nell'ottobre successivo, Griffin è stato espulso dal partito, a causa di gravi contrasti politici con la nuova leadership del partito. A seguito della sua espulsione fonda il movimento British Unity Party e grazie all'amicizia con Roberto Fiore inizia a collaborare con l'Alleanza per la Pace e la Libertà (Alliance for Peace and Freedom), ma il movimento non decolla. Lo stesso anno si dichiara pro-Brexit e annuncia il suo voto a Nigel Farage, leader del Partito per l'Indipendenza del Regno Unito e successivamente del Brexit Party.